# Séisme de 1621 à Panama
Le séisme de 1621 à Panama, au Panama, s'est produit entre 16 h 30 et 16 h 45 (UTC-5) le 2 mai 1621.

## Déroulement et conséquences
Il est considéré comme le premier violent tremblement de terre enregistré historiquement dans l'isthme de Panama, ayant pour épicentre la faille Pedro Miguel (8° 58′ N 79° 33′ O), d'une magnitude d'environ 6,9 sur l'échelle de Richter et d'une intensité de VII sur l'échelle de Mercalli.
Le tremblement de terre a secoué et détruit partiellement l'ancienne ville de Panama (Panama Viejo), qui à l'époque était une ville d'environ 5 000 habitants.
Il a été précédé d'un petit tremblement de terre survenu entre 9 et 10 heures du matin. Le tremblement de terre principal a causé d'importants dégâts, en particulier avec les bâtiments en chaux et pierre qui ont subi des effondrements partiels ou totaux. Parmi les bâtiments qui ont subi un effondrement total se trouvaient la mairie, la caserne et sa prison, et la maison de l'auditeur (Oidor) de l'audience royale du Panama; d'autres, comme le couvent de la Conception et l'église de la Compagnie de Jésus, ont subi des dommages considérables.
Le nombre de victimes n'a jamais été exactement quantifié, mais selon les descriptions de l'époque, elles étaient nombreuses. Parmi les personnalités décédées figurait l'auditeur (Oidor) Don Juan de la Santa Cruz, décédé écrasé dans sa résidence.
Un témoin a rapporté qu'il y a eu ensuite un petit raz de marée, qui a inondé la rue qui bordait la côte de la ville.
Des enquêtes ultérieures ont révélé que le Camino de Cruces, une route pavée utilisée pendant la période coloniale comme moyen de communication interocéanique entre l'Amérique du Sud et l'Espagne, s'était déplacée de trois mètres de son point d'origine.
Par la suite, de nombreuses répliques se sont produites presque quotidiennement, jusqu'au 21 août de la même année.